# Muppety: Poza prawem
Muppety: Poza prawem (ang. Muppets Most Wanted) – amerykańska komedia familijna z 2014 roku w reżyserii Jamesa Bobina. Ósmy pełnometrażowy film przedstawiający przygody postaci wymyślonych przez Jima Hensona.

## Fabuła
Na fali ostatniego sukcesu muppetów, Dominic Bandzior zwraca się do Kermita i jego przyjaciół z prośbą, by wyruszyli oni w światowe tournée. Jest to część złowieszczego planu żaby Konstantina, o czym nie mają oni zupełnie pojęcia. Jego celem jest stać się największym złodziejem wszech czasów. Po upewnieniu się, że prawdziwy Kermit został osadzony w więzieniu, Konstantin wciela się w niego, żeby wykorzystać podróż muppetów jako przykrywkę dla jego intrygi. Kiedy Orzeł Sam i inspektor Jean-Pierre Napoleon prowadzą dochodzenie, nikt z muppetów (oprócz Zwierzaka) nie zauważa, że ich szef wygląda zupełnie inaczej, nawet kiedy Kermit za wszelką cenę próbuje uciec, by zatrzymać oszusta. Dopiero gdy Walter, Fozzie i Zwierzak odkrywają prawdę, pojawia się szansa powstrzymania złowrogiego Konstantina przed dokonaniem największego oszustwa stulecia.

## Obsada
| Postać                | Głos (oryg.)   | Dubbing              |
| --------------------- | -------------- | -------------------- |
| Dominic Bandzior      | Ricky Gervais  | Radosław Pazura      |
| Jean-Pierre Napoleon  | Ty Burrell     | Piotr Polk           |
| Nadia                 | Tina Fey       | Agata Kulesza        |
| Kermit Żaba           | Steve Whitmire | Michał Zieliński     |
| Statler               | Steve Whitmire | Grzegorz Pawlak      |
| Miś Fozzie            | Eric Jacobson  | Jarosław Boberek     |
| Zwierzak              | Eric Jacobson  | Jarosław Boberek     |
| Panna Piggy           | Eric Jacobson  | Michał Zieliński     |
| Orzeł Sam             | Eric Jacobson  | Jerzy Dominik        |
| Walter                | Peter Linz     | Jacek Bończyk        |
| Gonzo                 | Dave Goelz     | Jarosław Boberek     |
| Waldorf               | Dave Goelz     | Jarosław Boberek     |
| Dr Bunsen Honeydew    | Dave Goelz     | Michał Meyer         |
| Constantine           | Matt Vogel     | Jacek Braciak        |
| Sierżant Floyd Pepper | Matt Vogel     | Wojciech Paszkowski  |
| Szwedzki Kucharz      | Bill Barretta  | Michał Meyer         |
| Rowlf                 | Bill Barretta  | Grzegorz Pawlak      |
| Dr Ząbek              | Bill Barretta  | Grzegorz Pawlak      |
| Krewetka Pepe         | Bill Barretta  | Michał Zieliński     |
| Scooter               | David Rudman   | Waldemar Barwiński   |
| Janice                | David Rudman   | Andżelika Piechowiak |